# Onthophagus antillarum
Onthophagus antillarum es una especie de insecto del género Onthophagus de la familia Scarabaeidae del orden Coleoptera. Fue descrita en 1903 por Arrow (quien? es Gilbert John Arrow?).